# David Monrad Johansen
David Monrad Johansen (8 de noviembre de 1888 – 20 de febrero de 1974) fue un compositor noruego.
Nació en Vefsn y creció en la cercana Mosjøen, donde recibió sus primeras clases de piano. Se trasladó a Christiania (Oslo) en 1904 para estudiar en el conservatorio local, y continuó estudiando piano con Catharinus Elling, Iver Holter y otros hasta su partida a Berlín en 1915 para estudios más avanzados. En 1920 realizó un viaje de estudios a París, y fue aquí donde la música de Stravinsky le causó una enorme impresión. Además conoció Fartein Valen, el cual le alentó para que empezara a estudiar contrapunto disonante. Más tarde, en 1933 y 1935, dedicó periodos cortos en el extranjero para profundizar en sus estudios. Los períodos de estudio de Monrad Johansen eran muy irregulares, lo que evidentemente afectó a su desarrollo.
Es difícil a clasificar su estilo, con todas las influencias que posee. Antes de ir a Berlín, se encontraba inmerso en un romanticismo tardío conservador, claramente influido por Edvard Grieg. Después de Berlín, bajo la influencia de Alf Hurum, comenzó a estudiar la música Impresionista francesa, y alrededor 1920 este estilo se observa en su música. Fue también un período muy prolífico. Al mismo tiempo, fue influenciado por un estilo nacionalista. Muchas veces utilizó textos de la literatura nórdica o canciones/historias del folklore noruego, y raramente melodías floklóricas. Aun así arregló algunos temas popilares para piano (sus opus 9 y 10).
La obra más famosa de Monrad Johansen es Voluspaa op. 15 (1926). La compuso para solistas vocales, coro y orquesta, y está basado en el poema Voluspaa, de la Edda. Esta pieza y el Nordlands Trompet op. 13, son las más nacionalista de todos los trabajos de Monrad Johansen , y a menudo se suele hablar como muestra de un impresionismo noruego. Respecto al sonido, es prácticamente impresionsita, pero presenta pasajes con más elementos polifónicos de lo que era usual, como por ejemplo en las obras de carácter impresionista de Debussy. Su música, claramente tonal, se fundamenta en principios modales. Dórico, Frígio y Lidio aparecen con asiduidad en su música.
Incluso aunque Monrad Johansen había conseguido reconocimiento significativo con estas piezas, tenía claro que ese estilo no tenía futuro y las siguientes piezas muestran a un compositor en busca de nuevos caminos. Durante sus estudios en los años 1933 y 1935, optó por una dirección neoclásica, más polifónica, de mayor claridad tonal y formal – también más transparente en colores y sonidos, con menores disonancias que en sus obras previas.
Monrad Johansen fue la espina dorsal de la música noruega en las décadas de 1920 y 1930. Era el principal representante del Nacionalismo Musical Noruego alrededor de 1925, tras conseguir un gran reconocimiento con las "7 Canciones sobre Viejas Historias Populares (opus 6) y la pieza para coro masculino, Draumkvedet (opus 7). Esta posición fue reforzada cuándo le concedieron una beca de artista (de 1925 a 1945).
Durante la ocupación alemana de Noruega en el curso de Segunda Guerra Mundial, Johansen se afilió al partido fascista Nasjonal Samling y apoyó al gobierno colaboracionista de Vidkun Quisling. Durante el periodo de 1942-1945 fue miembro del Pronazi Kulturting (Consejo Cultural). En las posguerra, la purga legal noruega fue condenado por traición y sentenciado a cuatro años de trabajo forzado.
El hijo de David Monrad Johansen fue el compositor Johan Kvandal.